# Échebrune
Échebrune är en kommun i departementet Charente-Maritime i regionen Nouvelle-Aquitaine i västra Frankrike. Kommunen ligger  i kantonen Pons som ligger i arrondissementet Saintes. År 2022 hade Échebrune 482 invånare.

## Befolkningsutveckling
Antalet invånare i kommunen Échebrune
Referens:INSEE